# 麦科伊·麦克勒莫尔
小麦科伊·麦克勒莫尔（英語：McCoy McLemore Jr.，1942年4月3日—2009年4月30日），美国NBA联盟前职业篮球运动员。他在1964年的NBA选秀中第3轮第23顺位被旧金山勇士选中。